# Roraimia adusta
El subepalo del Roraima (Roraimia adusta), también denominado pijuí pechirrayado,  es una especie de ave paseriforme de la familia Furnariidae, la única perteneciente al género monotípico Roraimia. Es nativa de los tepuyes del norte de América del Sur.

## Distribución y hábitat

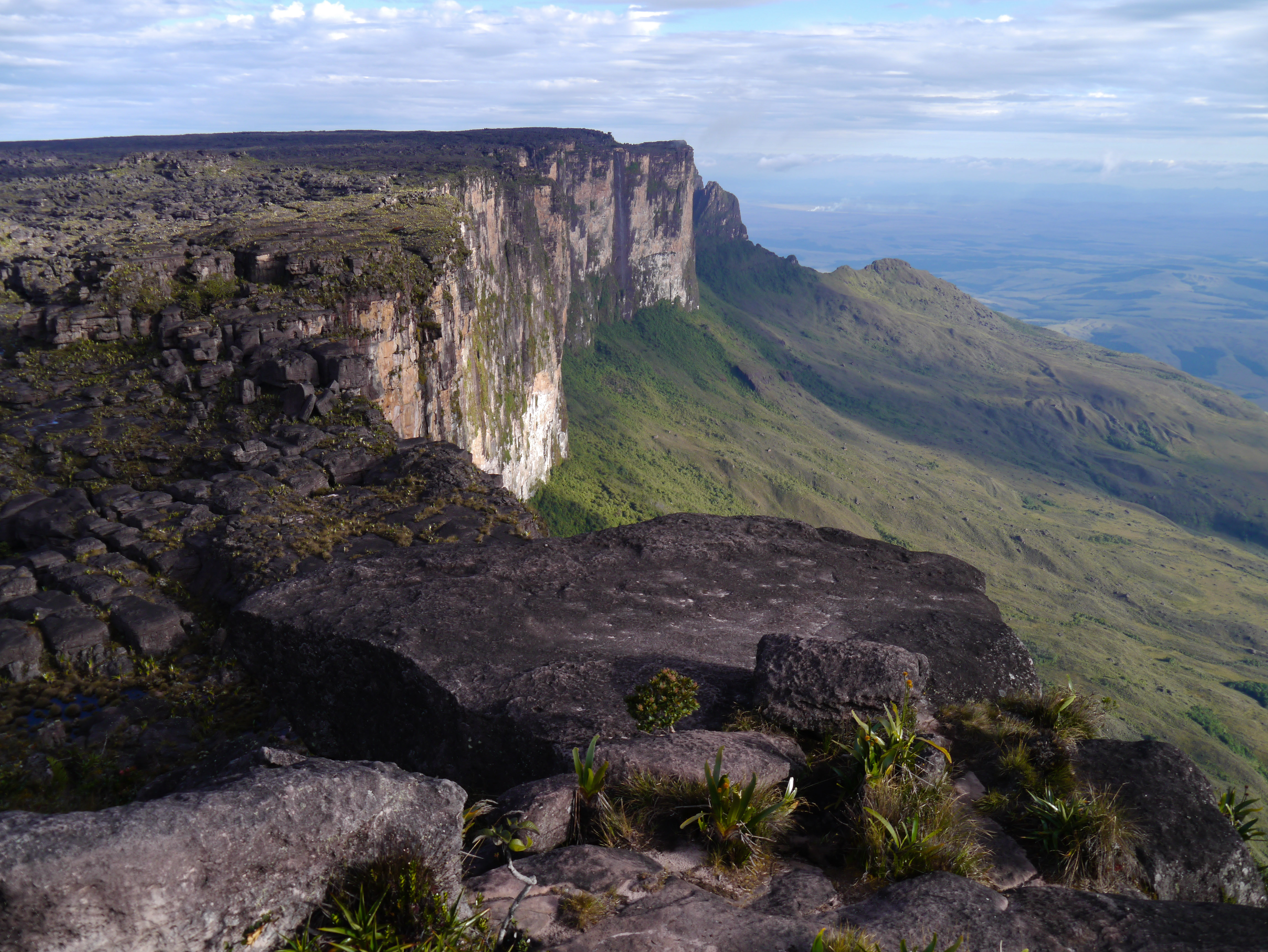
Laderas del Monte Roraima, ejemplo de hábitat de la especie.

Se distribuye en las montañas tabulares («tepui») del sur y sureste de Venezuela, al oeste de Guyana y el extremo norte de Brasil.
Esta especie es considerada poco común en su hábitat natural, el estrato bajo de selvas húmedas montanas en las laderas de los tepuyes, con abundancia de epífitas y musgos, entre los 1000 y 2500 m de altitud.

## Descripción
Es pequeña, mide entre 14 y 15 cm de longitud y pesa entre 14 y 20 g. Es un ave de patrón marcadamente estriado y hasta colorida para un furnárido. Es de color castaño por arriba, más brillante en el pescuezo y en la amplia lista superciliar; la corona es pardo oscuro y los auriculares negruzcos. La garganta es blanco nieve en contraste con las partes inferiores estriadas. Las plumas de la cola terminan en púas. Es morfológicamente similar a los subepalos Margarornis.

## Comportamiento
Es un pájaro discreto, que anda solitario o en pares, forrajeando por medio de trepar discretamente en troncos verticales. Acompaña con regularidad bandadas mixtas del bosque.

### Alimentación
Su dieta consiste de artrópodos.

### Vocalización
Es silencioso; su canto, raramente oído, es una serie lenta de notas metálicas.

## Sistemática

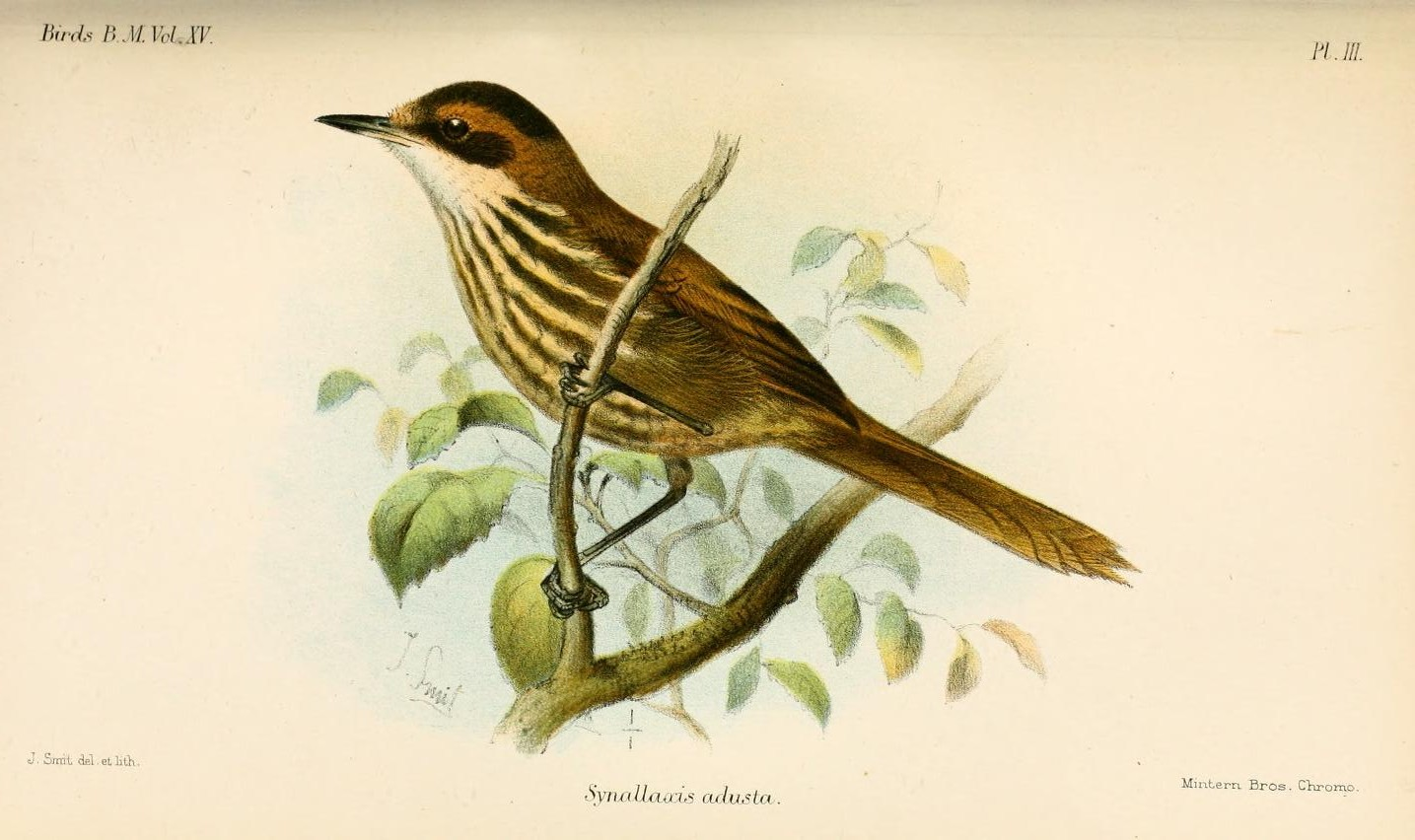
Synallaxis adusta = Roraimia adusta, ilustração de Joseph Smit, para Catalogue of the Birds in the British Museum, 1890.

### Descripción original
La especie R. adusta fue descrita por primera vez por los zoólogos británicos Osbert Salvin  y Frederick DuCane Godman en 1884 bajo el nombre científico Synallaxis adusta; su localidad tipo es: «Monte Roraima, 6000 pies [c. 1830 m], Bolívar, Venezuela».
El género Roraimia fue creado por el ornitólogo estadounidense Frank Michler Chapman en 1929 para separar a esta exclusiva especie.

### Etimología
El nombre genérico femenino «Roraimia» se refiere a la localidad tipo, el Monte Roraima; y el nombre de la especie «adusta», proviene del latín «adustus»: quemado, incendiado.

### Taxonomía
En el pasado ya fue incluida en los géneros Margarornis y Premnoplex. Los datos genéticos recientes indican que pertenece a un grupo que también contiene a  Thripophaga y Cranioleuca. Alguna vez fue erróneamente considerada como una subespecie de Synallaxis cinnamomea.

### Subespecies
Según las clasificaciones del Congreso Ornitológico Internacional (IOC) y Aves del Mundo (HBW) se reconocen cuatro subespecies, con su correspondiente distribución geográfica:
- Roraimia adusta obscurodorsalis Phelps, Sr & Phelps, Jr, 1948 – Cerro Paraque, en el sureste de Venezuela (extremo noroeste de Amazonas).
- Roraimia adusta duidae Chapman, 1939 – tepuyes del sur de Venezuela en el centro y sur de Amazonas (cerro Duida, cerro Huachamacari, Serranía Parú).
- Roraimia adusta mayri Phelps, Jr, 1977 – Cerro Jaua (sur de Bolívar).
- Roraimia adusta adusta (Salvin & Godman, 1884) – sureste de Venezuela (Monte Roraima y tepuyes asociados en el sureste de Bolívar), norte de Brasil (monte Roraima) y oeste de Guyana (monte Tewk-quay).

La clasificación Clements Checklist no lista a la subespecie mayri.